# Cetățeaua
Cetățeaua – wieś w Rumunii, w okręgu Vâlcea, w gminie Mitrofani. W 2011 roku liczyła 45 mieszkańców.